# NGC 1669
NGC 1669 is een spiraalvormig sterrenstelsel in het sterrenbeeld Goudvis. Het hemelobject werd op 20 december 1835 ontdekt door de Britse astronoom John Herschel.

## Synoniemen
- PGC 15871
- ESO 84-38
- IRAS 04428-6553